# Ophiomyia cunctata
Ophiomyia cunctata este o specie de muște din genul Ophiomyia, familia Agromyzidae, descrisă de Friedrich Georg Hendel în anul 1920.
Este endemică în Austria. Conform Catalogue of Life specia Ophiomyia cunctata nu are subspecii cunoscute.